# Kate Jacewicz
Kate Jacewicz, née le 6 avril 1985, est une arbitre australienne de football.

## Biographie
Kate Jacewicz a commencé à arbitrer à l'âge de 13 ans lorsque l'équipe de son frère avait besoin d'un arbitre[réf. nécessaire]. Elle joue elle-même au football dès le plus jeune âge, et accepte la proposition d'arbitrage pour gagner de l'argent de poche. 
Elle est devenue arbitre de la FIFA en 2011. En 2013, elle intègre la Confédération asiatique de football.
Elle est responsable de la finale de la Coupe du Monde Féminine des moins de 17 ans de la FIFA 2016 en Jordanie[réf. nécessaire]. La même année, elle reçoit un prix spécial de la Fédération de football d'Asie du Sud-Est.
Elle a été sélectionnée comme l'un des 27 arbitres pour la Coupe du monde féminine de football 2019. La même année, elle devient la première arbitre femme sur un match du Championnat d'Australie de football, puis est nommée arbitre féminine australienne de l'année par la fédération d'Asie du Sud-Est. Après avoir été désignée pour arbitrer la finale de la W-League 2018-1919, il s'agissait de sa neuvième finale parmi les onze premières saisons de la W-League[réf. nécessaire].
Elle est à nouveau sélectionnée pour la Coupe du monde féminine de football 2023.